# Сяо Сінь
Сяо Сінь (кит. трад.: 小辛; піньїнь: Xiao Xin) — правитель Китаю з династії Шан, молодший брат Пань Ґена.
Правив упродовж трьох років. Його спадкоємцем став його молодший брат Сяо Ї.

## Примтіки
1. ↑  Bai, Shouyi (2002). An Outline History of China. Beijing: Foreign Language Press. ISBN 7-119-02347-0.
2. ↑  The Shang Dynasty Rulers. China Knowledge. Процитовано 3 січня 2019.
3. ↑  Shang Kingship And Shang Kinship (PDF). Indiana University. Архів оригіналу (PDF) за 9 квітня 2008. [Архівовано 2008-04-09 у Wayback Machine.]